# Рокі-Бой-Вест (Монтана)
Рокі-Бой-Вест (англ. Rocky Boy West) — переписна місцевість (CDP) в США, в округах Чуто і Гілл штату Монтана. Населення — 1042 особи (2020).

## Географія
Рокі-Бой-Вест розташоване за координатами 48°17′50″ пн. ш. 109°59′31″ зх. д. / 48.29722° пн. ш. 109.99194° зх. д. (48.297170, -109.991871).  За даними Бюро перепису населення США в 2010 році переписна місцевість мала площу 14,12 км², уся площа — суходіл.

## Демографія
Згідно з переписом 2010 року, у переписній місцевості мешкало 890 осіб у 219 домогосподарствах у складі 201 родини. Густота населення становила 63 особи/км².  Було 226 помешкань (16/км²).
Расовий склад населення:
| - 96,7 % — корінних американців - 1,3 % — білих |

До двох чи більше рас належало 1,9 %. Частка іспаномовних становила 4,2 % від усіх жителів.
За віковим діапазоном населення розподілялося таким чином: 45,6 % — особи молодші 18 років, 51,6 % — особи у віці 18—64 років, 2,8 % — особи у віці 65 років та старші. Медіана віку мешканця становила 20,5 року. На 100 осіб жіночої статі у переписній місцевості припадало 87,8 чоловіків;  на 100 жінок у віці від 18 років та старших — 82,0 чоловіків також старших 18 років.
Середній дохід на одне домашнє господарство  становив 29 255 доларів США (медіана — 19 550), а середній дохід на одну сім'ю — 29 023 долари (медіана — 19 688). За межею бідності перебувало 66,2 % осіб, у тому числі 80,3 % дітей у віці до 18 років та 13,1 % осіб у віці 65 років та старших.
Цивільне працевлаштоване населення становило 235 осіб. Основні галузі зайнятості: освіта, охорона здоров'я та соціальна допомога — 38,7 %, публічна адміністрація — 25,1 %, будівництво — 6,8 %, роздрібна торгівля — 6,4 %.